# Ahsoka (roman)
Cet article concerne le roman. Pour le personnage, voir Ahsoka Tano. Pour la série, voir Ahsoka.
Ahsoka est un roman de science-fiction de E. K. Johnston s'inscrivant dans l'univers étendu de Star Wars. Il a été publié aux États-Unis par Disney Lucasfilm Press en 2016, puis traduit en français et publié        par les éditions Pocket en 2020,. L'histoire de ce roman se situe dix-huit ans avant la bataille de Yavin, entre les événements des séries d'animation Star Wars: The Clone Wars et Star Wars Rebels, et décrit le parcours de Ahsoka Tano, de son départ de l'Ordre Jedi à la création de la Rébellion. Il devait à l'origine faire partie des dernières saisons de la série Star Wars: The Clone Wars.